# Dortoir des grandes (film, 1953)
Pour l’article homonyme, voir Dortoir des grandes.
Pour plus de détails, voir Fiche technique et Distribution.
Dortoir des grandes est un film français réalisé par Henri Decoin en 1953.
L'inspecteur Marco enquête sur le meurtre survenu dans le dortoir des grandes d'un collège de province. D’une part, il découvre que la copie compromettante du film de la caméra de la victime a disparu et que d’autre part, les jeunes filles ne sont peut-être pas aussi angéliques qu'elles le paraissent.

## Synopsis
Dans le collège de Mérémont, établissement très strict d’une petite ville de province, Vissia une jeune pensionnaire est découverte étranglée et ligotée sur son lit. Chargé de l'enquête policière, l'inspecteur débutant Marco (Jean Marais) se heurte, au début, à l’hostilité générale de la directrice (Denise Grey), des professeurs et des élèves. Aucune des jeunes filles présentes dans le dortoir ne s'est aperçue de rien. Le témoignage de Julie (Jeanne Moreau), la serveuse de l’hôtel où il séjourne, va lui être utile. Lors d'une reconstitution, il parvient à démontrer qu'il est impossible que les camarades de la victime ne se soient rendu compte de rien, comme elles le prétendent. 
Persuadé que les jeunes filles ne sont peut-être pas aussi angéliques qu'elles le paraissent, Marco leur fait avouer que par défi, elles ont ligoté Vissia mais qu'un assassin a attendu le moment opportun où elles se sont éloignées, pour commettre le crime. Sensible aux charmes du jeune inspecteur, Aimée de La Capelle (Françoise Arnoul), élève astucieuse et curieuse, lui permet d'apprendre l'existence d'une caméra parmi les biens de la victime. Mais l'appareil a disparu ainsi qu’une copie compromettante. Les soupçons se portent sur Mlle Tournesac (Line Noro), la surveillante, qui sera confondue. Le film tourné par Vissia, dont Marco a fini par obtenir une copie, est projeté devant l’ensemble du collège rassemblé pour l'occasion, et montre d’une part une relation homosexuelle entre une élève (Dany Carrel) et son professeur (Katherine Kath), d’autre part révèle clairement la liaison entre Triboudot (Louis de Funès), le photographe du village, et Mlle Tournesac. Celle-ci avoue le crime en invoquant le fait que la victime l'avait menacée de faire un scandale en divulguant sa liaison. 
Le souhait de la victime a finalement été réalisé, mais à titre posthume.

## Fiche technique
- Réalisation : Henri Decoin
- Scénario : D'après le roman de Stanislas-André Steeman 18 fantômes
- Adaptation : Henri Decoin, François Chalais
- Dialogue : Jacques Natanson
- Assistants réalisateurs : Fabien Collin, Michel Deville
- Images : Robert Lefebvre, assisté de Gilbert Sarthre
- Opérateur : Roger Delpuech
- Musique : Georges van Parys
- Décors : René Renoux
- Costumes : Rosine Delamare
- Montage : Denise Reiss, assistée de Renée Lichtig
- Son : Julien Coutellier, Jean Rieul
- Maquillage : Anatole Paris, Gisèle Jacquin
- Coiffure : Serge Stern
- Photographe de plateau : Jean Klissak
- Script-girl : Odette Lemarchand, Suzanne Durrenberger
- Régisseur général : Michel Choquet
- Conseiller technique : Léon Carré
- Tournage du 19 mars au 21 avril 1953, dans les studios "Paris Studios Billancourt"
- Production : C.F.C - Les Films Henry Decoin - E.G.E Films (France)
- Distribution : Sirius
- Chef de production : Raymond Eger
- Format : Noir et blanc - 1,37:1 - 35 mm - Son mono
- Durée : 98 minutes
- Genre : Policier
- Première présentation : 2 septembre 1953
- Affiches : Constantin Belinsky, Guy-Gérard Noël (France)

## Distribution
- Jean Marais : l'inspecteur Désiré Marco
- Françoise Arnoul : Aimée de La Capelle, une pensionnaire
- Denise Grey : Mme Hazard-Habran, la directrice du collège
- Jeanne Moreau : Julie, la serveuse du restaurant La jument verte
- Noël Roquevert : Émile, le patron du restaurant La jument verte
- Louis de Funès : M. Triboudot, le photographe de Mérémont
- Dany Carrel : Bettina de Virmant, une pensionnaire
- Katherine Kath : Mlle Claude Persal, professeur de mathématiques du collège
- Davia : Mlle Simone Sergent, professeur d'enseignement général du collège
- Line Noro : Mlle Brigitte Tournesac, la surveillante du collège
- Humberto Almazán (de) : M. Da Costa, un client du restaurant
- Pierre Morin : le commissaire Broche
- Jean Sylvère (non crédité) : le receveur des postes
- Édouard Francomme (non crédité) : un client de La jument verte
- Yves-Marie Maurin (non crédité) : Jean-Claude, le petit garçon au restaurant
- Marie-France (non créditée)
- Martine Alexis (non créditée)
- Albert Malbert (non crédité)
- Lydia Zorena (non créditée)
- Pensionnaires du collège de Mérémont (outre Françoise Arnoul et Dany Carrel) :
  - Claude Albers (Gaëlle), Josette Arno, Monique Arthur (Emma Lestandier), Simone Bach (Dominique Stark), Nicole Besnard (Chantal), Françoise Duprat, Françoise Goléa, Nicole Guézel (Martine), Suzanne Martichoux, Mairel Mayot, Jacqueline Monsigny (Rose-Christine Ledoyen), Michèle Nancey (Michèle), Monique Philippe, Floriane Prévost (Catherine), Lucile Saint-Simon. Non créditées : Luce Aubertin, Monique Clarence, Marie-Josée Coussieu, Marie Georges, Evelyne Nattier, Martine Renay, Françoise Roche, Hélène Rodin

## Autour du film
- Le film contient une allusion appuyée et rare pour l'époque (1953) aux relations homosexuelles entre Bettina de Virmant (Dany Carrel) et la professeur de mathématiques (Katherine Kath). Dany Carrel avait réellement eu une relation saphique lorsqu'elle était pensionnaire chez les sœurs, ce qui lui valut peut-être son renvoi[1].
- Le film contenant une très brève où une figurante dévoile un sein nu (lors du passage où Jean Marais se fait assaillir par l'ensemble du dortoir), il fut interdit aux moins de 16 ans lors de sa sortie en France.
- Autour de Jean Marais, plusieurs actrices sont en début de carrière dans ce film. Pour Dany Carrel, dont le nom de scène a été suggéré par Henri Decoin, c’est le baptême du feu puisque c’est son premier rôle. Ce n’est pas le début pour Françoise Arnoul, mais elle n’a tourné que des petits rôles dans quelques films. Dans ce film, elle interprète le rôle d'une gamine perverse, emploi dans lequel elle fut longtemps confinée. Il y a aussi un acteur qui a déjà joué dans de nombreux films, mais qui n'a pas encore la notoriété qu'on lui connaîtra plus tard : Louis de Funès.
- Mais la partenaire la plus importante pour Marais dans ce film est la presque débutante au cinéma, Jeanne Moreau : « J'ai rencontré Jeanne lorsqu'elle jouait dans Les Caves du Vatican d'André Gide à la Comédie-Française. Elle n'avait pas le rôle le plus important de la pièce mais elle était admirable[2], puis j'ai fait Dortoir des grandes avec elle et mon admiration a continué de grandir »[3],[4]. Marais et Moreau joueront ensemble, cette même année 1953, dans le film de Marc Allégret, Julietta, en 1954 au théâtre dans La Machine infernale de Jean Cocteau, puis en 1955 dans Pygmalion mis en scène par Marais lui-même. Prémonitoire : elle porte la tenue d'une femme de chambre comme chez Bunuel et joue les espionnes comme Mata-Hari !
- Dany Carrel s'est effondrée après s'être vue dans le film : « Après la projection j'étais effondrée tellement je me trouvais laide, ingrate avec mes cheveux noirasses et deux grosses joues, de telles bajoues qu'on ne voyait plus mes yeux, avec l'émotion en plus, j'étais toute gonflée. J'ai pleuré, pleuré... ». Elle a néanmoins reçu le soutien de Jean Marais : « mais tu es folle, tu es encore une gamine, un délicieux bébé joufflu, tu vas dégonfler, tu vas te faire, tu vas devenir une femme[5]. »